# SN 2003K
SN 2003K – supernowa typu Ia odkryta 11 stycznia 2003 roku w galaktyce IC1129. W momencie odkrycia miała maksymalną jasność 15,40m.